# Наурызбаев, Михаил Касымович
Михаил Касымович Наурызбаев (каз. Михаил Қасымұлы Наурызбаев; род. 21 мая 1942, Алма-Ата, КазССР, СССР) — советский и казахский учёный, доктор технических наук (1992), профессор (1992). Заслуженный деятель науки Республики Казахстан (2000), лауреат Государственной премии РК в области науки техники и образования (2005).

## Биография
Родился 21 мая 1942 года в г. Алма-Ате.
В 1959 году поступил в Казахский химико-технологический институт и работал на Чимкентском цементном заводе.
В 1960 году перевелся на химический факультет Казахского государственного университета им. С. М. Кирова (КазГУ), в 1965 году окончил его по специальности «аналитическая химия».
В 1970 году защитил кандидатскую диссертацию на тему: «Влияние ПАВ на процессы восстановления металлов на ртутном и амальгамных электродах».
В 1992 году защитил докторскую диссертацию на тему: «Разработка научных основ химических и электрохимических методов выделения металлов с применением поверхностно-активных веществ».

### Трудовая деятельность
С 1970 по 1972 год — младший научный сотрудник кафедры аналитической химии КазГУ.
С 1972 по 1983 год — начальник научно-исследовательского сектора (НИС) КазГУ.
С 1975 по 1976 год — научная стажировка в Варшавском университете, Польша и присвоение учёного звания старшего научного сотрудника.
С 1983 по 1988 год — декан химического факультета, доцент кафедры аналитической химии КазГУ.
С 1988 по 1991 год — ректор Казахского химико-технологического института (КазХТИ).
С 1991 по 1992 год — заведующий кафедрой технологии электрохимических производств КазХТИ.
С 1992 по 1993 год — заместитель директора Института эргономики МВиССО Казахской ССР.
С 1993 по 1995 год — заведующий кафедрой аналитической химии КазГУ, научный руководитель организованного при КазГУ Центра физико-химических методов исследования и анализа (ЦФХМА).
С 1995 по 2000 год — декан химического факультета КазГУ.
Заметный вклад внес М. Наурызбаев в подготовку кадров высшей квалификации: под его руководством защищены 6 докторских, 38 кандидатских диссертаций, он является членом диссертационного совета по защите диссертаций РҺD.

## Награды и звания
- 1984 — Медаль «За трудовую доблесть»
- 1996 — Академик Академии высшей школы Республики Казахстан.
- 2000 — Звания «Заслуженный деятель науки Республики Казахстан»
- 2000 — Государственная стипендия Республики Казахстан в области науки и техники.
- 2005 — Государственная премия Республики Казахстан в области науки, техники и образования за цикл работу «Комплекс научно-технологических и информационно-аналитических работ, обеспечивших выход Казахстана на мировой рынок высокотехнологичной продукции — рынок стабильных изотопов»[1].
- 2014 — Указом президента РК от 5 декабря 2014 года награждён орденом «Курмет»[2][3].
- 2018 — Почётный академик Национальной академии наук Республики Казахстан[4].

## Семья
Отец — Касым Маханбетович Наурызбаев (советский партийный работник).
Сестра — Наурызбаева, Татьяна Касымовна (1948—1999), казахстанский театральный педагог, заслуженный деятель искусств Казахстана, доцент Казахской Национальной академии искусств.
Жена — Наурызбаева Валентина Фёдоровна.
Дочь — Ирина (1965 г.р.), сын — Тимур (1967 г.р.)